# کنیری
کِنیِری (به مجاری:  Kenyeri) یک شهرداری در مجارستان است که در واش واقع شده‌است. کنیری ۳۳٫۹۶ کیلومتر مربع مساحت و ۹۳۲ نفر جمعیت دارد.